# Docapesca
A Docapesca - Portos e Lotas, S.A. é a maior empresa europeia a atuar no setor das pescas, quer a nível geográfico, quer pela diversidade dos serviços prestados[carece de fontes?].
A Docapesa - Portos e Lotas, S.A. é detida a 100% pelo Governo da República Portuguesa.
A Docapesca Portos e Lotas S.A., tem a seu cargo a prestação de serviços da primeira venda de pescado em regime de exclusividade, no continente. É constituída pela Sede, em Lisboa, onde funcionam os serviços centrais e por 14 Delegações, que abrangem 20 lotas principais e 50 postos de vendagem em pequenas comunidades piscatórias.
A Docapesca presta ainda um conjunto de serviços de apoio a armadores, pescadores, comerciantes de pescado e outros clientes, dos quais se salientam, aluguer de armazéns para comerciantes e armadores, entrepostos frigoríficos, mercados de 2ª venda, venda de gelo e combustíveis. É, além disso, a entidade que detém e trata os dados relativos ao pescado transacionado nas lotas do continente.

## Eixos Estratégicos
A Docapesca irá agilizar e flexibilizar a sua estrutura de comercialização, tornando-a menos densa e pesada, mas simultaneamente mais eficiente. O Comprovativo de Compra em Lota e a venda de pescado on-line, são já duas medidas visíveis, a acrescentar à sua estratégia de promover e valorizar o pescado, que lhe é entregue para comercializar, e que assenta em 5 eixos principais, a saber:
- Implementação do HACCP;
- Normalização do Pescado;
- Modernização dos equipamentos;
- Economia/Alteração das redes de lotas;
- Abertura ao exterior.

## História
A Docapesca (sob o nome Docapesca – Sociedade Concessionária da Doca de Pesca, SARL), criada pelo Decreto-Lei 40764, de 7 de Setembro de 1956, surge em Lisboa, mais concretamente em Pedrouços, como o único ponto para a receção do pescado, substituindo as antigas lotas de Santos e da Ribeira Nova (respetivamente para o arrasto costeiro e local e do alto). É então a Janeiro de 1959 quando a escritura pública é oficializada.
Neste primeiro momento ficava de fora do âmbito da empresa a venda das capturas pela pesca artesanal, pois o primeiro objetivo da concessão era criar uma infraestrutura de apoio ao escoamento das capturas da pesca industrial, nomeadamente através da capacidade refrigeração e de congelação do pescado, permitindo a sua distribuição posterior.
Com a Revolução do 25 de Abril, as várias entidades que administravam e/ou agiam mutuamente com a Docapesca (Serviço de Lotas e Vendagem, Grémios dos Armadores da Pesca de Arrasto, da Sardinha e da Junta Central da Casa dos Pescadores) foram extintas no Decreto n.º240/74, de 5 de junho, onde foi realizada a criação da Secretaria de Estado das Pescas e a extinção geral das organizações, e no Decreto n.º 552/74, de 24 de outubro de 1974, onde foram extintas e dispersadas as atividades realizadas pelas mesmas.

## Ligações Externas
- Site oficial